# Moskiewski Państwowy Uniwersytet Medyczno-Stomatologiczny
Moskiewski Państwowy Uniwersytet Medyczno-Stomatologiczny (ros. Московский государственный медико-стоматологический университет) – rosyjska uczelnia medyczna w Moskwie. Uchodzi za główne centrum nauczania dentystów w Rosji.
Założony w 1922 r. jako Państwowy Instytut leczenia zębów (ros. Государственный институт зубоврачевания). Uczelnia wielokrotnie zmieniała nazwy. W 1949 r. uczelnia zmieniła nazwę na Moskiewski Medyczny Instytut Stomatologiczny. W latach 1974–2012 nosiła imię Nikołaja Siemaszki. W 1999 r. instytut został przekształcony w uniwersytet, a w 2012 r. nadano mu imię Aleksandra Jewdokimowa.
Według serwisu internetowego Dissernet ponad 95% dysertacji w uniwersytecie są plagiatami.